# NGC 5196
NGC 5196 في الفهرس العام الجديد، هي مجرة، تقع في كوكبة العذراء. اكتشفت في 12 أبريل 1864 بواسطة ألبرت مارث.

## روابط خارجية
- NGC 5196 على موقع ويكي سكاي: DSS2, SDSS, GALEX, IRAS, Hydrogen α, X-Ray, Astrophoto, Sky Map, Articles and images